# Val de Metz
Le Val de Metz est une ancienne division du pays messin.
Il couvrait un territoire arrosé par la Moselle et situé sur la rive gauche de celle-ci.
Au temporel, le Val de Metz relevait, pour sa majeure partie, de la République messine, l’évêque de Metz n'ayant conservé sa juridiction que sur quatre mairies.
Au spirituel, le Val de Metz était un archiprêtré du diocèse de Metz.

## Dépendance de la République messine
Le nombre des communautés, villages et hameaux du Val de Metz au XVIIIe siècle, donné dans l’Histoire bénédictine de Metz, s’élève à trente-neuf, à savoir : Amanvillers, Amelange, Bagneux, Brieux, Champenois, Chantrenne, Chazelles, Fercau-Moulin, Flavigny, Franclonchamps, la Grange-aux-Dames, la Grange-d’Anvie, Gravelotte, Hagondange, Hauconcourt, Jussy, Ladonchamps, Lessy, Longeville-lès-Metz, Lorry-lès-Metz, Maizières-lès-Metz, La Maxe, Montigny-la-Grange, Moulins-lès-Metz, Plappeville et Tignomont, Rozérieulles, Sainte-Agathe, Sainte-Ruffine, Scy, Semécourt, les Grandes et Petites Tapes, Thury, Vaux, Vernéville, Vigneulles, Villers-aux-Bois et Woippy.

## Mairies du Val de Metz
Les quatre mairies du Val de Metz étaient les quatre villages du temporel des évêques de Metz et soumis à la juridiction épiscopale. Il s'agissait d’Ancy-sur-Moselle, Ars-sur-Moselle, Châtel-Saint-Germain ainsi qu’une partie de Scy, Lessy et Longeville.

## Archiprêtré du Val de Metz
Le Val de Metz était un archiprêtré de l’ancien diocèse de Metz. Il comprenait les paroisses d’Amanvillers, Ancy, Ars-sur-Moselle, Augny, Châtel-Saint-Germain, Cuvry, Jouy, Jussy, Lessy, Lorry-lès-Metz, Marly, Moulins-lès-Metz, Rozérieulles, Saulny, Scy, Sillegny et Woippy, avec leurs annexes.

## Source
- Entrée « Val-de-Metz (Le) » [php] dans Ernest de Bouteiller, Dictionnaire topographique de l’ancien département de la Moselle : Comprenant les noms de lieu anciens et modernes ; rédigé en 1868 (monographie, répertoire géographique), Paris, Imprimerie nationale, 1874, LV-316 p., 28 cm (OCLC 433271911, BNF 30149354, lire en ligne), p. 264